# Erzbistum Guadalajara
Das Erzbistum Guadalajara (lat.: Archidioecesis Guadalaiarensis, span.: Arquidiócesis de Guadalajara) ist eine in Mexiko gelegene römisch-katholische Erzdiözese mit Sitz in Guadalajara im Bundesstaat Jalisco.

## Geschichte
Die Diözese wurde am 13. Juli 1548 von Papst Paul III. errichtet. Durch Gebietsabtretung entstand 1620 das Bistum Durango. Nach der mexikanischen Unabhängigkeit wurde das Bistum Guadalajara am 26. Januar 1863 von Papst Pius IX. zur Erzdiözese erhoben. In den nachfolgenden Jahren entstanden durch weitere Gebietsabtretungen die Bistümer Colima (1861), Zacatecas (1863), Tepic (1891), Aguascalientes (1899), Autlán (1961), die Territorialprälatur Jesús María del Nayar (1962) sowie 1972 die Bistümer Ciudad Guzmán und San Juan de los Lagos.

## Weblinks

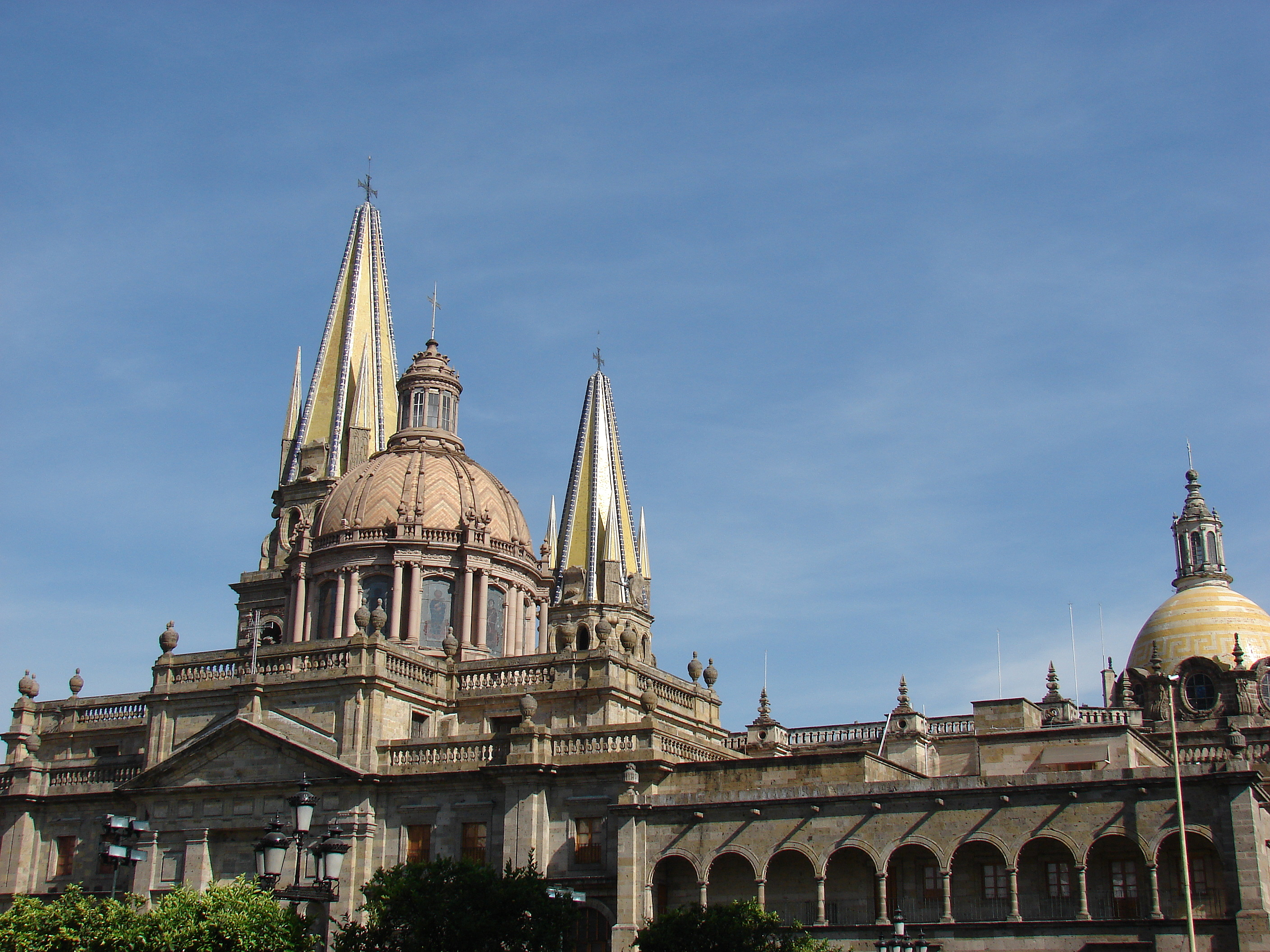
Catedral de la Asunción de María Santísima